# Franjo Baš
Franjo Baš, slovenski etnolog, geograf, zgodovinar in muzealec, * 22. januar 1899, Kamenče, † 30. april 1967, Ljubljana.

## Življenje in delo
Oče mu je bil čevljar in hmeljar Jurij Baš. Mati mu je bila Antonija (rojena Mešič). Po študiju geografije in zgodovine na Dunaju in Ljubljani je 1925 diplomiral na ljubljanski Filozofski fakulteti (FF). Po končanem študiju je bil profesor na gimnaziji v Mariboru in tu 1932 postal banovinski arhivar in ravnatelj muzeja. Bil je tudi ravnatelj Banovinskega arhiva v Mariboru. Po osvoboditvi je bil v letih 1950−52 vodja odseka za muzeje, galerije in spomeniško varstvo na Ministrstvu za znanost in kulturo Ljudske republike Slovenije, nato do 1962 ravnatelj Tehniškega muzeja Slovenije ter bil prvi predavatelj muzeologije in spomeniškega varstva na FF v Ljubljani (1950−63). Kot organizator muzejstva je 1937 dosegel, da so mariborski grad namenili muzeju in arhivu; zanj je zbral večino gradiva in uredil stalno razstavo. Vodil je preureditev Tehniškega muzeja v Bistri in zavaroval spomenike na Ravnah na Koroškem in v Kropi. Urejal je Časopis za zgodovino in narodopisje (1937−41) in v letih 1945−49 sodeloval pri povračilu med vojno odnešenega kulturnega premoženja. V raziskovalnem delu se je posvetil povezovanju kulturne, politične, etnološke, arheološke, geografske in muzeološke dediščine. Nosilci kulturnih dobrin so mu bile kulturno-geografske enote; pogosto je opozarjal na kulturno nepretrgano zvezo od predslovanskih časov naprej; bil je kritičen do ostrega ločevanja med visoko in ljudsko kulturo; etnologijo je razširil od kmetov na delavstvo. Tako njegova raziskovanja segajo v številna okolja in teme od srednjega veka do novejše dobe.